# Stazione di Ferrara Porta Reno
La stazione di Ferrara Porta Reno è stata una stazione ferroviaria della linea Ferrara-Codigoro, in funzione dal 1931 al gennaio 2011. Non viene più effettuato il servizio passeggeri in seguito alla realizzazione di opere provvisorie connesse al progetto di interramento delle linee Ferrara-Ravenna-Rimini (RFI) e Ferrara-Codigoro (FER).

## Storia
La stazione fu aperta il 28 ottobre 1931 assieme alla nuova linea tra Ferrara e Codigoro. Il servizio ferroviario fu avviato il 10 gennaio 1932.
L'impianto fu gestito dalla Società Anonima delle Ferrovie e Tramvie Padane (FTP), concessionaria della ferrovia. Due anni dopo, a causa del fallimento dell'impresa ferroviaria, l'esercizio passò alla concessione governativa delle Ferrovie Padane (FP).
Nel 2002, la FP è confluita nelle Ferrovie Emilia Romagna (FER) che ha rilevato l'esercizio di linea e stazioni.
Il 30 gennaio 2011, nell'ambito dei lavori di interramento della Ferrara-Codigoro, l'impianto è stato chiuso al servizio passeggeri. Il 14 febbraio dello stesso anno, la linea RFI proveniente da Rimini è stata innestata sulla Ferrara-Codigoro a circa un chilometro da Ferrara Porta Reno. Nei pressi del fabbricato viaggiatori della ex stazione - presso il fabbricato denominato "ex OIF" è situata la sede di controllo del Bivio Rivana posto poco lontano in direzione Ravenna/Codigoro: quest'ultimo è la località di servizio gestita da FER che ha il compito di smistare il traffico sulle due linee ferroviarie.

## Strutture e impianti
Il fabbricato viaggiatori era dotato di servizi di biglietteria, servizi igienici, bar e altoparlanti per informazioni.
Al di fuori dell'edificio è ancora presente un parcheggio per auto da sessanta posti e un parcheggio bici di dieci posti.
Attualmente è la sede Direzionale di Ferrovie Emilia Romagna (FER).
L'edificio è ancora servito da due linee urbane di autobus del trasporto pubblico ferrarese gestite da TPER.

## Servizi
- Bar
- Servizi igienici

## Interscambi
- Fermata autobus TPER